# Rhabditis monohystera
Rhabditis monohystera is een rondwormensoort uit de familie van de Rhabditidae.